# Сорокинське сільське поселення (Сорокинський район)
Соро́кинське сільське поселення (рос. Сорокинское сельское поселение) — муніципальне утворення у складі Сорокинського району Тюменської області, Росія.
Адміністративний центр — село Велике Сорокино.

## Історія
2004 року до Сорокинського сільського поселення увійшла частина території ліквідованої Осиновської сільради (село Осиновка, присілки Боєвка, Новотроїцьк), присілок Петровка відійшов до складу Пінігінського сільського поселення. Присілок Боєвка був ліквідований 2004 року.

## Населення
Населення — 5904 особи (2020; 5979 у 2018, 5830 у 2010, 6220 у 2002).

## Склад
До складу поселення входять такі населені пункти:
| Населений пункт          | Населення, осіб (2002) | Населення, осіб (2010) |
| ------------------------ | ---------------------- | ---------------------- |
| Боєвка, присілок         | 0                      | -                      |
| Велике Сорокино, село    | 5497                   | 5317                   |
| Воскресенка, присілок    | 72                     | 35                     |
| Новоніколаєвка, присілок | 126                    | 77                     |
| Осиновка, село           | 353                    | 283                    |
| Стрільцовка, присілок    | 61                     | 37                     |
| Новотроїцьк, присілок    | 111                    | 81                     |